# Rihard Jakopič
Rihard Jakopič (12. dubna 1869 Lublaň – 21. dubna 1943 Lublaň) byl slovinský a jugoslávský malíř, průkopník neoimpresionismu ve své vlasti.

## Biografie

### Mládí a studium
Jakopič byl synem bohatého obchodníka. Ještě ve škole se zajímal o umění. V roce 1887 se zapsal na vídeňskou uměleckou akademii a studoval malbu u Franze Rumplera. Kvůli nemoci musel na dva roky přerušit studium. Teprve v říjnu 1889 mohl pokračovat ve studiu ve Vídni.
Na podzim 1890 Jakopič přešel na Akademii v Mnichově. Když mu program tam nevyhovoval, rozhodl se pokračovat ve studiu u Antona Ažbeho, který byl „známý svou schopností vdechnout špatným aktům svých studentů život několika tahy štětce“. Také měl jako realista vynikající smysl pro světlo a stín. Kromě pedagogických dovedností byl vysoce ceněn i pro „virtuózní malířskou techniku“. I u svých studentů rozvíjel „odhodlaný, odvážný tah štětce“.
Jakopičův slovinský kolega Ferdo Vesel také studoval u Ažbeho. Oba navštěvovali jeho lekce kresby a portrétní malby. Experimentovali však také s krajinářstvím. Jakopiče zvláště zaujal problém nočního osvětlení a umělého světla v motivech ze Schwabingu. V desetiletí před rokem 1900 trávil Jakopič mnoho zimních měsíců v Mnichově (1890/1891, 1892/1893 a poté znovu v letním semestru 1895). Následující dva roky strávil většinou v Lublani. Studium u Ažbeho obnovil v zimním semestru 1898/1899. V té době se seznámil s Grabarem a Jawlenským. S oběma těmito malíři a mnoha dalšími kolegy se objevil na fotografii v Ažbeho ateliéru.

### Slovinsko – Praha – Paříž – Lublaň, 1900–1943
Začátkem roku 1900 se Jakopič dočasně usadil v Lublani. V roce 1902 se přestěhoval do Škofja Loky a v listopadu 1906 se vrátil do Lublaně. V zimním semestru 1903/1904 studoval u Vojtěcha Hynaise v Praze. V letech 1902 až 1906 často maloval v okolí Škofja Loky. Od roku 1903 Jakopič maloval obrazy dokazující, že již dosáhl velmi pokročilé úrovně. Pro jeho novou malbu bylo rozhodující, že již nepoužíval vnější osvětlení podle Ažbeho, ale po expresionistickém způsobu barevné světlo, které zdánlivě vychází z hloubky samotné barvy. Nyní, stejně jako jiní kolegové z Ažbeho školy, zpracovával další francouzské stylové importy. Obzvláštní dojem na ně udělal neoimpresionismus a vehementní malířský rukopis Van Gogha, který z neoimpresionismu vychází. Jakopičovi malířští přátelé následovali tyto vzory a zůstali jim po dlouhou dobu věrní. Byli to mimo jiné Bechtejeff, Burljuk, Grabar nebo Jawlensky.
Jakopičovo pojetí však stylisticky zašlo daleko za hranice toho, co Francouzi původně zamýšleli a praktikovali. Zatímco vynálezci neimpresionismu, Seurat a Signac, netolerovali směs barev na paletě, ale místo toho aplikovali čisté barvy v tečkách na plátno, přičemž se snažili dosáhnout toho, aby se barvy mísily na sítnici oka diváka podle teorií fyzika Eugèna Chevreula, jejich následovníci zásady svých učitelů nebrali příliš vážně. Z předepsaných bodů se staly rovné, zakřivené i meandrující linie, které se propojují s více či méně velkými body a barevnými skvrnami.
Jakopičovy obrazy, jako např. Před lesem nebo Slunný kopec, pokud jde o zobrazení předmětu, vystupují jako předchůdci Kandinského abstraktního umění. Jakopič umístil na plátno nesčetné množství barevných skvrn v překrývajících se vrstvách. To v divákovi vyvolává dojem divoké změti barevných konfet, což má za následek téměř abstraktní obraz, na kterém se zdá, že všechny tvary se rozpouštějí.
V roce 1906 Jakopič strávil několik dní v Paříži. Roku 1907 založil soukromou malířskou školu v Lublani, kde zpočátku vyučoval společně s Matejem Sternenem. V roce 1909 nechal na vlastní náklady postavit umělecký pavilon podle plánů architekta Maxe Fabianiho, kde pořádal každoroční výstavy. Mezi lety 1908 a 1914 opakovaně cestoval do Vídně, v roce 1918 do Prahy.
V roce 1938 byl Jakopič jmenován řádným členem nově založené Slovinské akademie věd a umění. V roce 1943 zemřel po dlouhé a vážné nemoci ve svém domě v Lublani.